# Untermosel
Untermosel é uma Verbandsgemeinde do distrito de Mayen-Koblenz, Renânia-Palatinado, Alemanha. A sede é o município de Kobern-Gondorf.
A Verbandsgemeinde Untermosel consiste nos seguintes municípios:
1. Alken
2. Brodenbach
3. Burgen
4. Dieblich
5. Hatzenport
6. Kobern-Gondorf
7. Lehmen
8. Löf
9. Macken
10. Niederfell
11. Nörtershausen
12. Oberfell
13. Winningen
14. Wolken